# Ван Намен ван Эмнес, Альберт
Альберт ван Намен ван Эмнес (нидерл. Albertus van Naamen van Eemnes; 27 февраля 1828, Зволле, Нидерланды — 7 марта 1902, Гаага, Нидерланды) — нидерландский государственный деятель, президент Сената Нидерландов (1889—1902).

## Биография
Родился в семье землевладельца. Работал адвокатом в Зволле, а затем и школьным инспектором в общинах Оммен и Кампен. В 1852 г. окончила с отличием Утрехтский университет прикладных наук. В ноябре 1866 г. он был избран членом парламента от округа Зволле. Проиграл выборы в 1879 г. Придерживался консервативно-либеральных взглядов.
С 1880 по 1902 г. — член Сената, в 1889—1902 гг. — президент Сената Нидерладндов.
Также входил в состав ряда наблюдательных и управляющих советов. В их числе: председателя наблюдательного совета NCS (Голландские железные дороги), председателя наблюдательного совета голландской Южно-Африканской железной дороги, председателя Ассоциации по продвижению интересов Южной Африки, комиссара благотворительного общества, члена совета директоров ассоциации «Рембрандт», ставившего своей целью сохранение в Нидерландах художественных ценностей.
Был активным инвестором в сфере коммерции и сельского хозяйства.

## Награды и звания
Награжден Большим крестом ордена Нидерландского льва (1898).